# Didier André

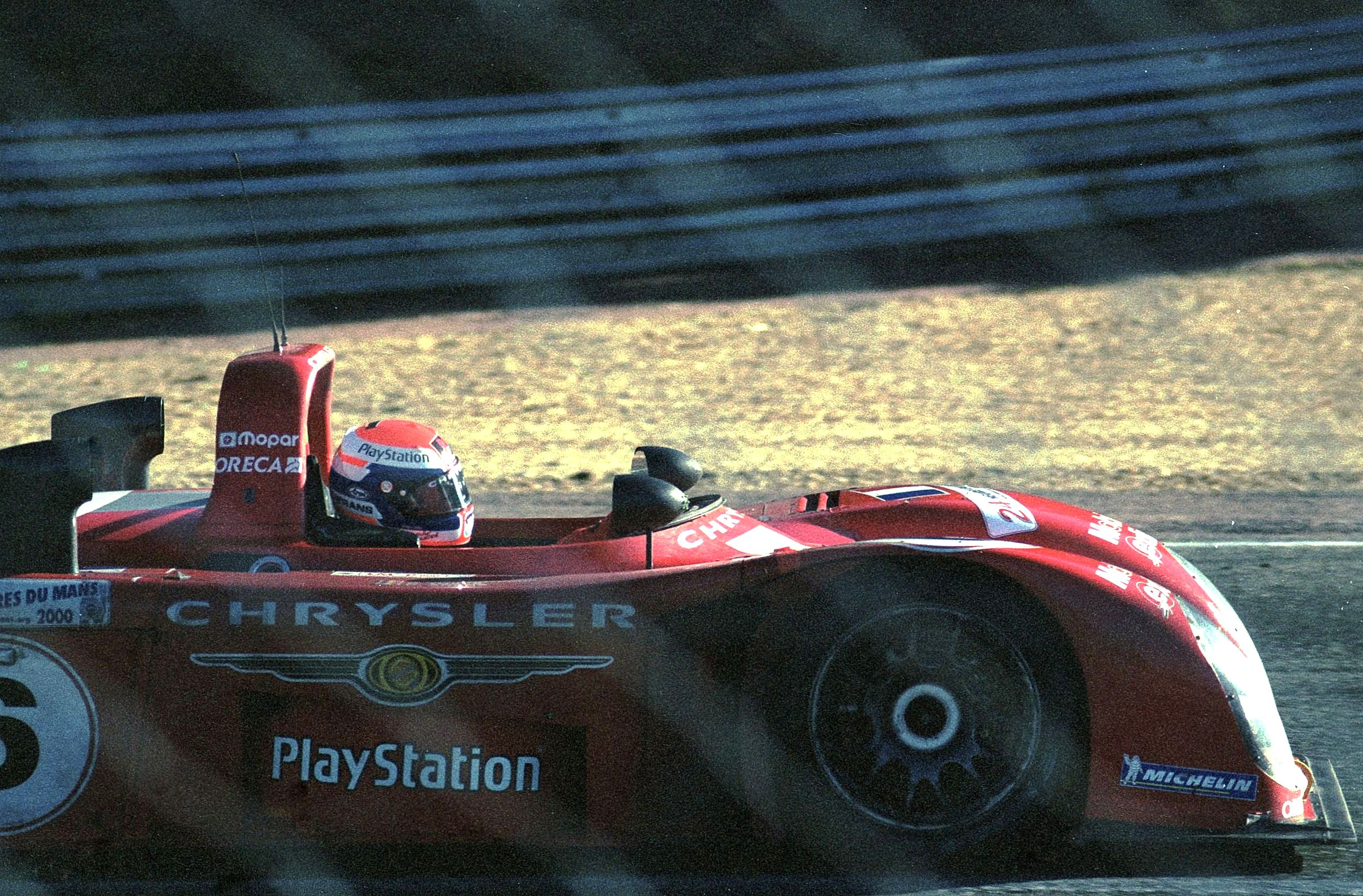
Didier André am Steuer eines Reynard 2KQ beim 24-Stunden-Rennen von Le Mans 2000

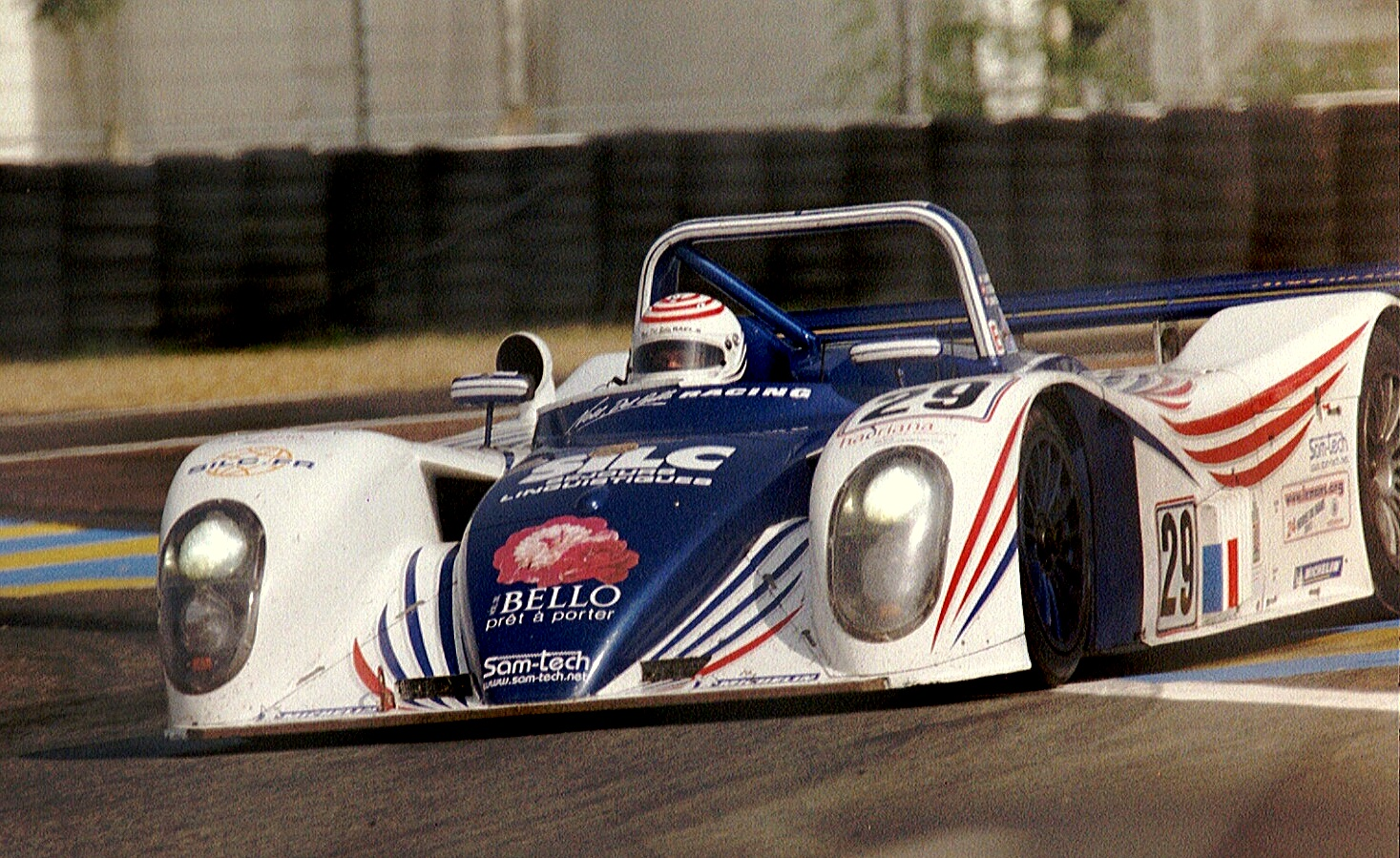
Der Reynard 2KQ von Jean-Luc Maury-Laribière, Didier André und Christophe Pillon beim 24-Stunden-Rennen von Le Mans 2003

Didier André (* 3. September 1974 in Lyon) ist ein ehemaliger französischer Automobilrennfahrer.

## Karriere
Didier André begann seine Karriere 1990 im Kartsport. 1991 gewann er die französische Elite-Meisterschaft und platzierte sich in der Formula-A-Weltmeisterschaft 1991 als Zehnter und 1992 als Fünfter der Gesamtwertung. Nach einem Jahr in der Formel Renault fuhr André zwischen 1994 und 1996 regelmäßig in der französischen Formel-3-Meisterschaft. Seine beste Platzierung in der Meisterschaft war der 13. Gesamtrang 1995.
1997 wechselte der Franzose in die Vereinigten Staaten und erhielt dort einen Werksvertrag beim Autosport Team. Er bestritt für den Rennstall drei Saisons in der Indy-Light-Serie. 2001 wechselte er in die 1994 neu gegründete Indy Racing League. Obwohl André in der Indy-Light-Serie zu den besten Piloten zählte – 1998 hatte er den zweiten Gesamtrang in der Meisterschaft erreicht – konnte er sich in der nächsthöheren Rennserie nicht durchsetzen. André kehrte nach Europa zurück und begann sich verstärkt als Sportwagenfahrer zu etablieren. Er fuhr zwar noch zwei Saisons in der Nissan World Series, seine Erfolge erzielte er jedoch bei Sportwagenrennen. Schon 2000 gab er für ORECA sein Debüt beim 24-Stunden-Rennen von Le Mans, wo er bis 2010 immer wieder am Start war. Sein bisher größter Erfolg war der vierte Gesamtrang 2010, den er gemeinsam mit Soheil Ayari und Andrew Meyrick auf einem ORECA 01 einfuhr. Neben den großen Langstreckenrennen war und ist er auch in der Le Mans Series und der American Le Mans Series am Start.

## Statistik

### Le-Mans-Ergebnisse
| Jahr | Team                  | Fahrzeug                | Teamkollege              | Teamkollege          | Platzierung             | Ausfallgrund |
| ---- | --------------------- | ----------------------- | ------------------------ | -------------------- | ----------------------- | ------------ |
| 2000 | Mopar Team Oreca      | Rdynard 2KQ-LM          | Didier Theys             | Jeffrey Van Hooydonk | Rang 20                 |              |
| 2003 | Noël del Bello Racing | Reynard 2KQ-LM          | Jean-Luc Maury-Laribière | Christophe Pillon    | Rang 15 und Klassensieg |              |
| 2004 | Taurus Sports Racing  | Lola B2K/10             | Christian Vann           | Benjamin Leuenberger | Rang 20                 |              |
| 2005 | Paul Belmondo Racing  | Courage C65             | Paul Belmondo            | Rick Sutherland      | Rang 22                 |              |
| 2006 | Paul Belmondo Racing  | Courage C65             | Yann Clairay             | Jean-Bernard Bouvet  | Ausfall                 | Unfall       |
| 2007 | Luc Alphand Aventures | Chevrolet Corvette C5-R | Jean-Luc Blanchemain     | Vincent Vosse        | Rang 24                 |              |
| 2009 | Signature Plus        | Courage-Oreca LC70      | Pierre Ragues            | Franck Mailleux      | Rang 11                 |              |
| 2010 | AIM Team Oreca Matmut | ORECA 01                | Soheil Ayari             | Andrew Meyrick       | Rang 4                  |              |